# 高橋恒
高橋 恒（たかはし ひさし、1931年3月13日 - ）は元競輪選手。日本競輪選手養成所創設以前に選手登録された期前選手で、選手登録番号は3270。

## 来歴
デビュー当初は大阪府を登録地としていたが、後に兵庫県に移籍し西宮市に自宅を構えていた。また、昭和期に行われた女子競輪の代表的選手であった田中和子は当人の夫人である。
1951年、大阪中央競輪場で行われた第5回全国争覇競輪競走車部門決勝戦で、1着でゴールしながらも、進路妨害で失格を取られた。そのため、2着ゴールの高倉登（埼玉）が繰り上がり、高倉は現在も同大会の最年少優勝記録である18歳で優勝を果たした。
1953年4月下旬から5月1日まで、名古屋競輪場で行われた第4回全国都道府県選抜競輪6000メートル競走で優勝。さらに同年9月に行われた第5回の同大会（花月園競輪場）では、2800メートル競走で優勝した。
1980年9月22日、選手登録削除。